# Сосновиця (Жирардовський повіт)
Сосновиця (пол. Sosnowica) — село в Польщі, у гміні Мщонув Жирардовського повіту Мазовецького воєводства.
Населення — 113 осіб (2011).
У 1975-1998 роках село належало до Скерневицького воєводства.

## Демографія
Демографічна структура станом на 31 березня 2011 року:
|          | Загалом | Допрацездатний вік | Працездатний вік | Постпрацездатний вік |
| -------- | ------- | ------------------ | ---------------- | -------------------- |
| Чоловіки | 59      | 13                 | 38               | 8                    |
| Жінки    | 54      | 14                 | 29               | 11                   |
| Разом    | 113     | 27                 | 67               | 19                   |